# 巴爾幹雪原
62°38′36″S 60°19′18″W / 62.64333°S 60.32167°W

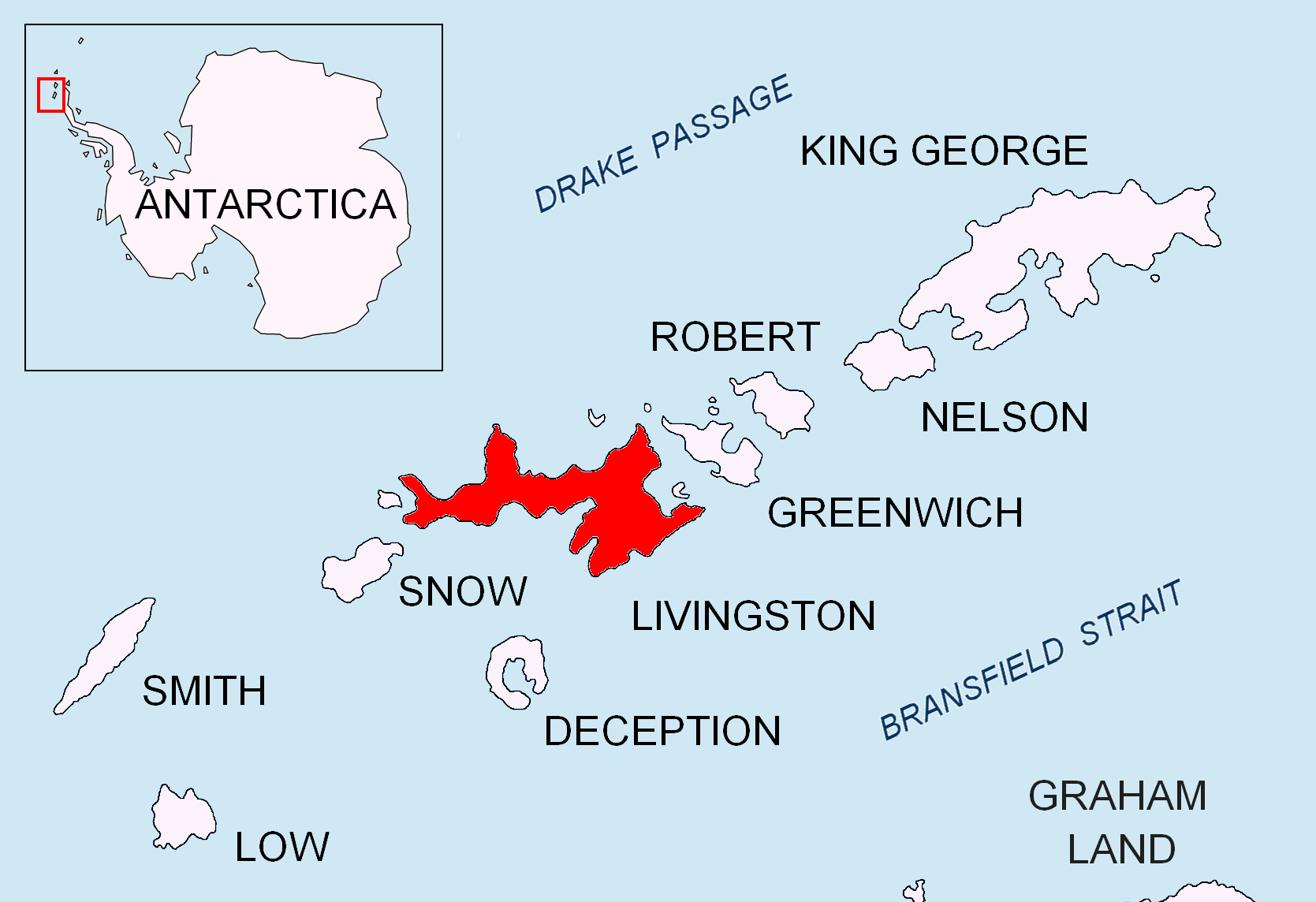

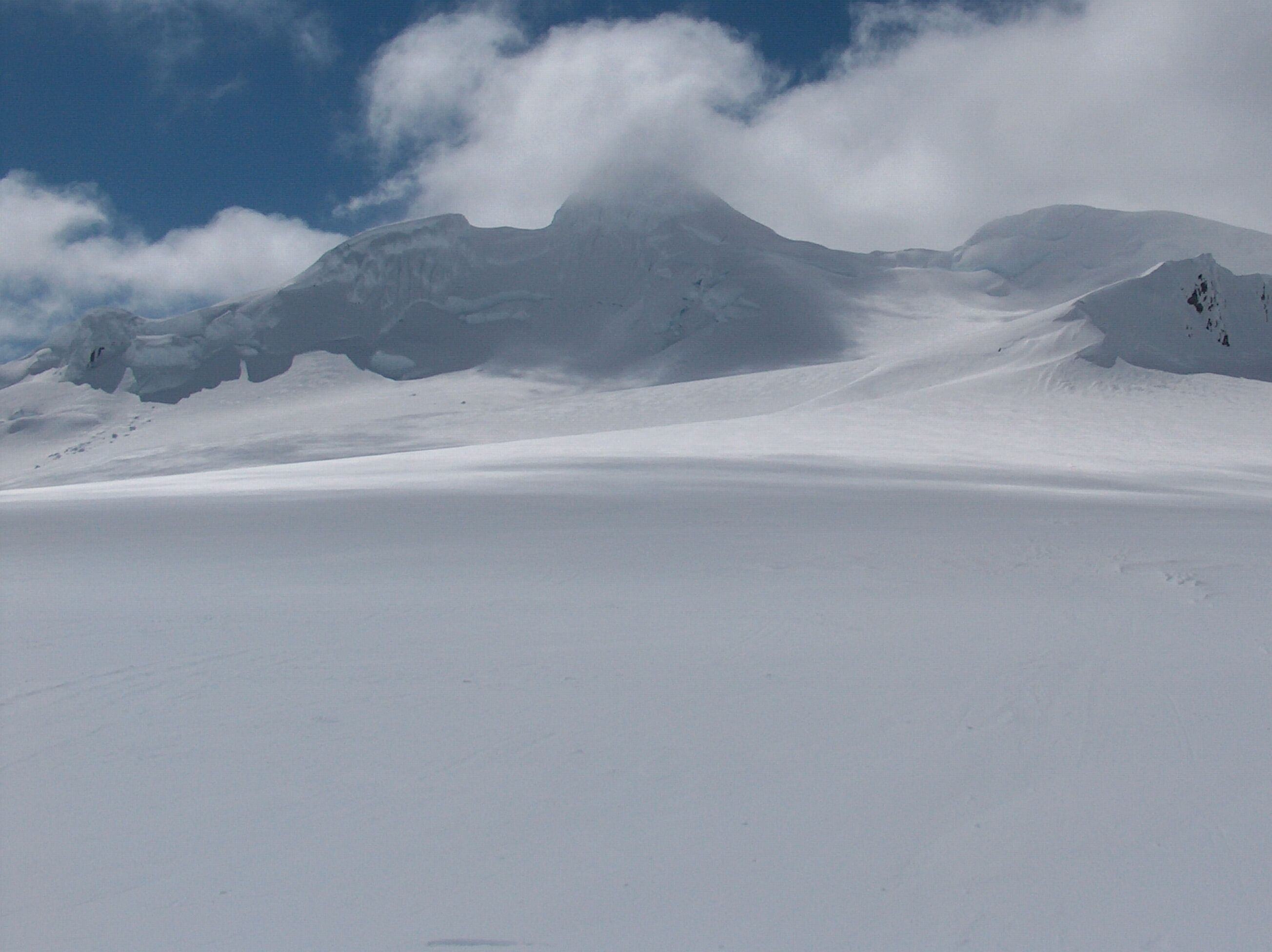

巴爾幹雪原（Balkan Snowfield），是南極洲的雪原，位於南設得蘭群島的利文斯頓島東部，處於亨特里斯冰川西北面和孔特爾冰川以北，長3公里、寬2公里，海拔高度150至280米，現時由南極條約體系管理。